# Malcolm Brogdon
Malcolm Moses Adams Brogdon (* 11. Dezember 1992 in Atlanta, Georgia) ist ein US-amerikanischer Basketballspieler. Er steht bei den Portland Trail Blazers in der NBA unter Vertrag. Als Combo Guard kann er sowohl die Position des Point Guards- als auch die des Shooting Guards spielen. Brogdon wurde in der Saison 2016/17 mit dem NBA Rookie of the Year Award ausgezeichnet.

## Karriere
Brogdon spielte vier Jahre für die University of Virginia. In seinem Senior-Jahr gewann Brogdon zahlreiche Auszeichnungen, darunter jene als Spieler des Jahres der ACC sowie als bester Verteidiger (vergeben von der Trainervereinigung NABC). Brogdon war 2015 auch Mitglied der Basketballnationalmannschaft der Vereinigten Staaten, mit der er an den Panamerikanischen Spielen 2015 teilnahm und die Bronzemedaille gewann. Zu seinen Ehren vergibt Virginia seit Februar 2017 Brogdons Trikotnummer 15 nicht mehr an andere Spieler.
Nach seiner Collegekarriere wurde Brogdon bei der NBA-Draft 2016 an 36. Stelle durch die Milwaukee Bucks ausgewählt. Er erspielte sich schnell Einsatzzeit in der Mannschaft von Trainer Jason Kidd, erzielte in seiner Rookiesaison 10,2 Punkte, 4,2 Assists und 2,8 Rebounds pro Spiel und erreichte mit den Bucks am Ende der Saison die NBA-Playoff. Er wurde in das NBA All-Rookie First Team berufen sowie zum Rookie of the Year ernannt. Er wurde damit der erste Rookie der NBA in ihrer gegenwärtigen Form, der als in der zweiten Draftrunde ausgewählte Spieler diese Auszeichnung erhielt.
In den nächsten beiden Jahren verblieb Brogdon ein wichtiges Mitglied der Bucks und trug maßgeblich dazu bei, dass die Mannschaft 2018 und 2019 für die Playoffs einzog. Im Sommer 2019 unterzeichnete Brogdon im Zuge eines sogenannten Sign-And-Trade-Abkommens einen Vertrag bei den Indiana Pacers. 2022 gaben ihn die Pacers an die Boston Celtics ab. Im Gegenzug erhielten die Pacers Daniel Theis, Aaron Nesmith, Nik Stauskas, Malik Fitts, Juwan Morgan und ein Erstrundenauswahlrecht im Draft-Verfahren 2023.
Anfang Oktober 2023 war Brogdon Gegenstand eines Spielertausches, in dessen Rahmen er aus Boston zu den Portland Trail Blazers wechselte.

## Auszeichnungen
- NBA Rookie of the Year 2017
- NBA All-Rookie First Team 2017
- NBA Sixth Man of the Year 2023

## Karriere-Statistiken

### NBA

#### Hauptrunde
| Saison  | Team      | GP  | GS  | MPG  | FG % | 3P % | FT % | RPG | APG | SPG | BPG | PPG  |
| ------- | --------- | --- | --- | ---- | ---- | ---- | ---- | --- | --- | --- | --- | ---- |
| 2016–17 | Milwaukee | 75  | 28  | 26.4 | .457 | .404 | .865 | 2.8 | 4.2 | 1.1 | 0.2 | 10.2 |
| 2017–18 | Milwaukee | 48  | 20  | 29.9 | .485 | .385 | .882 | 3.3 | 3.2 | 0.9 | 0.3 | 13.0 |
| 2018–19 | Milwaukee | 64  | 64  | 28.6 | .505 | .426 | .928 | 4.5 | 3.2 | 0.7 | 0.2 | 15.6 |
| 2019–20 | Indiana   | 54  | 54  | 30.9 | .438 | .326 | .892 | 4.9 | 7.1 | 0.6 | 0.2 | 16.5 |
| 2020–21 | Indiana   | 56  | 56  | 34.5 | .453 | .388 | .864 | 5.3 | 5.9 | 0.9 | 0.3 | 21.2 |
| 2021–22 | Indiana   | 36  | 36  | 33.5 | .448 | .312 | .856 | 5.1 | 5.9 | 0.8 | 0.4 | 19.1 |
| 2022–23 | Boston    | 67  | 0   | 26.0 | .484 | .444 | .879 | 4.2 | 3.7 | 0.7 | 0.3 | 14.9 |
| 2023–24 | Portland  | 39  | 25  | 28.7 | .440 | .412 | .819 | 3.8 | 5.5 | 0.7 | 0.2 | 15.7 |
| Gesamt  | Gesamt    | 439 | 283 | 29.4 | .464 | .391 | .873 | 4.2 | 4.7 | 0.8 | 0.2 | 15.4 |

#### Play-offs
| Saison  | Team      | GP | GS | MPG  | FG % | 3P % | FT % | RPG | APG  | SPG | BPG | PPG  |
| ------- | --------- | -- | -- | ---- | ---- | ---- | ---- | --- | ---- | --- | --- | ---- |
| 2016–17 | Milwaukee | 6  | 6  | 30.5 | .400 | .476 | —    | 4.3 | 3.5  | 0.5 | 0.3 | 9.0  |
| 2017–18 | Milwaukee | 7  | 5  | 26.6 | .436 | .263 | .800 | 3.4 | 2.4  | 0.1 | 0.0 | 8.7  |
| 2018–19 | Milwaukee | 7  | 2  | 28.3 | .449 | .378 | .636 | 4.9 | 3.4  | 0.7 | 0.1 | 13.0 |
| 2019–20 | Indiana   | 4  | 4  | 40.0 | .400 | .375 | .893 | 4.3 | 10.0 | 1.0 | 0.0 | 21.5 |
| 2022–23 | Boston    | 19 | 0  | 24.9 | .418 | .379 | .829 | 3.5 | 2.9  | 0.2 | 0.3 | 11.9 |
| Gesamt  | Gesamt    | 43 | 17 | 27.9 | .421 | .378 | .821 | 3.9 | 3.7  | 0.4 | 0.2 | 12.0 |